# Szádvörösmart

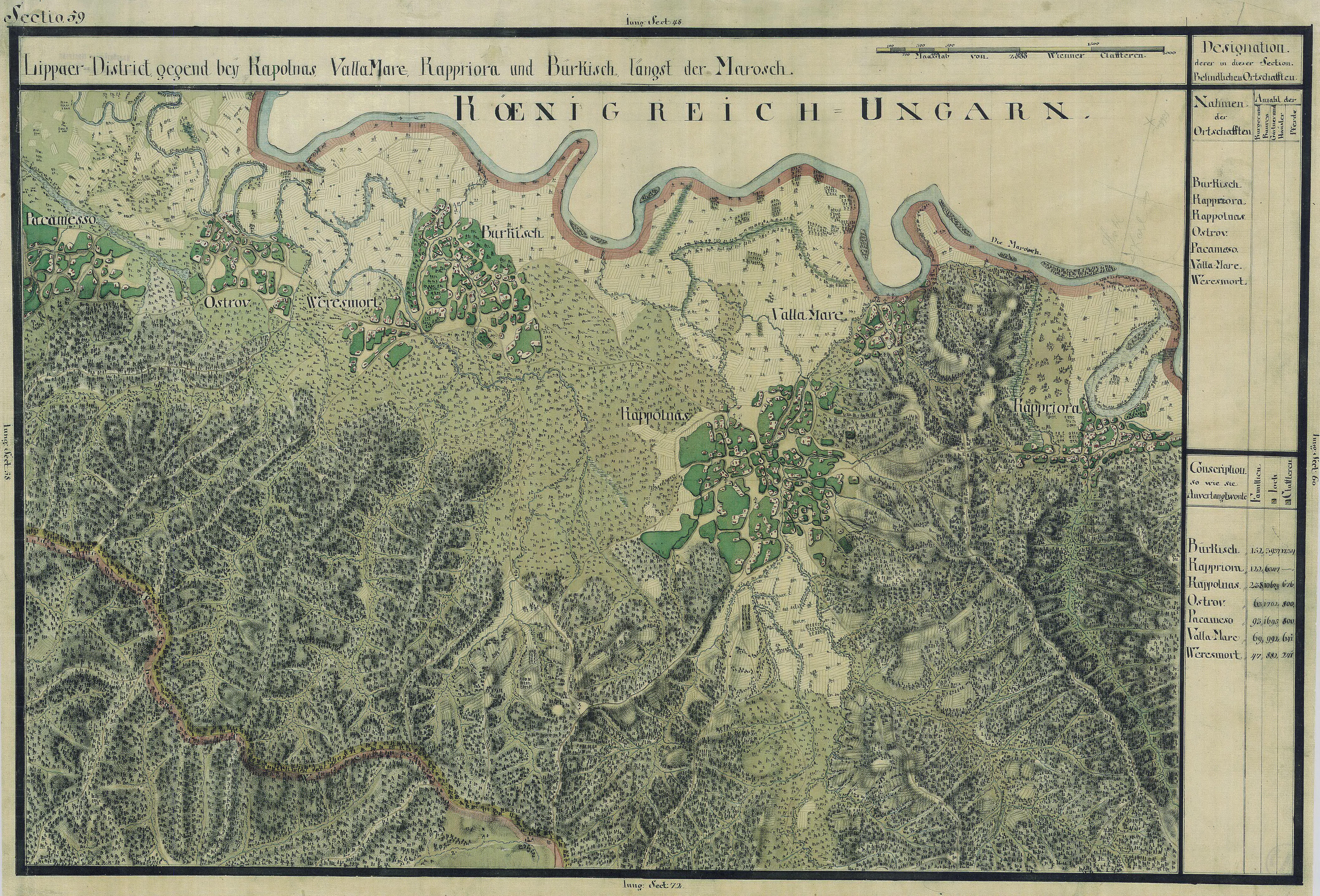
Szádvörösmart egy régi térképen

Szádvörösmart (Virișmort), település Romániában, a Partiumban, Arad megyében.

## Fekvése
Tótváradtól délre, a Maros bal parti út mellett fekvő település.

## Története
Szádvörösmart nevét 1374-ben említette először oklevél Veresmarth néven. 1427-ben Weresmarth, 1596-ban Weresmart, 1717-ben Wismurthi, 1808-ban Veresmarth (Vörösmarth), Virismarth néven írták.
1851-ben Fényes Elek írta a településről: „Vörösmart, Krassó vármegyében, közel a Maroshoz: 6 katholikus, 295 óhitű lakossal, s anyatemplommal. Földesura a Kamara.”
1910-ben 289 lakosából 286 román, 3 magyar volt. Ebből 286 görögkeleti ortodox, 3 római katolikus volt.
A trianoni békeszerződés előtt Krassó-Szörény vármegye Marosi járásához tartozott.